# 毛内有之助
毛内 有之助（もうない ありのすけ、1835年3月26日（天保6年2月28日） - 1867年12月13日（慶応3年11月18日）は、新選組隊士、御陵衛士。諱を良胤、通称は平二、監物（けんもつ）。

## 来歴
天保6年（1835年）2月28日、津軽藩用人・毛内裕胤の次男として生まれる。兄は毛内茂胤。脱藩後、江戸で学才を活かして家庭教師の職をつとめる。
元治元年（1864年）10月、伊東甲子太郎らとともに新選組加盟を前提に上洛する。のち加盟し、文学師範や諸士調役、監察などを務めた。
なんでも器用だったことから「毛内の百人芸」などとも呼ばれていた。特に小太刀、弓術は得意だったらしい。
伊東や三木三郎、篠原泰之進らと御陵衛士を拝命して新選組を脱退する。慶応3年（1867年）11月18日、伊東が新選組によって七条油小路にて暗殺されると、三木三郎ら総勢8人で遺体を引き取りに現場に赴き、待ち伏せしていた新選組によって藤堂平助、服部武雄と共に滅多斬りにされて殺害された。享年32。

## 家系
毛内氏は千葉氏の末裔である。
千葉常胤━(十代略)━清臣━(十三代略)━毛内重胤━繁行━繁元━繁貞━繁利━村山滋朝・毛内又左衛門茂栄兄━(三代略)━義巧━茂粛━茂幹・和田太左衛門兄弟━裕胤━良胤
　　　　　　　　　　　　　　　　　　　　　　　　　　　　　　　　　　　　

## 登場作品
- 映画
  - 維新の京洛 竜の巻 虎の巻（1928年 演：石井貫治）
  - 新選組血風録 近藤勇（1963年 演：木島修次郎）

- テレビドラマ
  - 新選組始末記（1977年 演：渚健二）
  - 燃えよ剣（1990年 演：林卓矢）
  - 新選組!（2004年 演：中川泰幸/現・中川邦史朗）

- 演劇
  - 油小路の決闘（1964年 演：明日香実）
  - 風-ふう-（2007年 演：小菅達也）
  - 風-ふう-2（2007年 演：神山克己）
  - 油小路の八人（2010年 演：三澤健太郎）
  - 群誠〜原田左之助 抄〜愛と戦いに生きた男…（2011年 演：明山萌果）
  - Another Road 独創新撰組思想分岐点（2012年 演：雛姫）
  - ABURANOKOUJI（2014年 演：小笠原愛子）